# La chiesa elettrica
La Chiesa Elettrica (The Electric Church) è un romanzo di fantascienza post apocalittica scritto da Jeff Somers. Fa parte della serie di Avery Cates; il suo seguito è il romanzo La peste digitale.

## Trama
La Chiesa Elettrica si sta diffondendo molto rapidamente, trasformando tutti i convertiti in Monaci cibernetici sta acquisendo sempre più potere. C'é chi pensa che il suo fondatore, Dennis Squallor, sia diventato troppo potente e debba morire. Viene scelto per questo scopo Avery Cates, il killer che non ha più un futuro, perché ha appena ucciso un Federale. 

## Edizioni
- Jeff Somers, The Electric Church, 2007.
- Jeff Somers, La Chiesa Elettrica, traduzione di Riccardo Valla, collana Urania n° 1551, Arnoldo Mondadori Editore, 2009,  p. 274, ISBN 977-11-205-2836-1.